# Drassodes charitonovi
Drassodes charitonovi – gatunek pająka z rodziny worczakowatych.
Gatunek ten został opisany w 2005 roku przez Tatianę K. Tunewą i nazwany na cześć Dimitrija Charitonowa.
Pająk o ciele długości 10,05 mm, w tym 4,55 mm karapaksu. Karapaks samca brązowy, samicy żółtobrązowy. Sternum, odnóża i nogogłaszczki obu płci żółtobrązowe. Odwłok jednobarwny, żółty u samca, żółty do szarożółtego. Samiec ma spiczasty embolus, a apophysis retrolateralis goleni zakrzywione, wyraźnie ząbkowane i rozdwojone na szczycie. Samica ma szeroką środkową płytkę epigynum i faliste, szeroko rozdzielone spermateki.
Gatunek palearktyczny, znany z okolic Zajsanu w obwodzie wschodniokazachstańskim.